# Takabe Akira
Akira Takabe (sinh ngày 9 tháng 5 năm 1982) là một cầu thủ bóng đá người Nhật Bản.

## Sự nghiệp câu lạc bộ
Akira Takabe đã từng chơi cho Tokyo Verdy và Rosso Kumamoto.